# Pseudotrochalus brenskei
Pseudotrochalus brenskei är en skalbaggsart som beskrevs av Nonfried 1892. Pseudotrochalus brenskei ingår i släktet Pseudotrochalus och familjen Melolonthidae. Inga underarter finns listade i Catalogue of Life.